# 경남일보
《경남일보》(慶南日報)는 1909년 10월 15일에 창간된 대한민국 최초의 지방신문이자 현재 발행되고 있는 대한민국 지방신문 중 그 역사가 가장 긴 신문이다. 경상남도 진주시에서 발행되는 일간 신문이다.

## 개요

### 창간
1909년 10월 15일에 창간하여, 대한민국 지방신문의 모태가 되었다. 1908년 울산의 대지주인 김홍조(金弘祚)를 비롯한 경남 지방의 실업인들이 진주에 모여 신문사 설립에 의견을 모으고, 이듬해 9월 황성신문에 시일야 방성대곡이란 사설로 민족의 울분을 달랬던 장지연 선생을 주필로 하여, 10월 15일에 창간하였다.

### 경남일보 필화 사건
당시의 발행부수는 8,000부로 한반도 전역과 중국 상하이, 일본 도쿄에까지 배포가 되었다. 창간 1주년을 앞둔 10월 11일자 사조에 매천 황현의 절명시(絶命詩)를 게재했다가 신문을 압수당하고, 1910년 10월 14일 첫 정간을 당하게 되어 창간 1주년 기념행사를 치르지 못한다. 결국 경남일보 필화 사건 11일 후 10월 25일 해제되어 27일부터 정상발행을 하게 되었다.
1912년 8월 30일 일제의 탄압으로 주필 장지연이 사임하고, 2대 주필에 권도용(權道溶)이 취임하였으나 8개월 만에 물러나고 3대 주필에 강전(姜筌)이 취임하였지만, 1915년 887호를 마지막으로 1월에 일제에 의해 강제 폐간당하게 된다.

### 재창간
1946년 3월 1일 경남일보는 반공, 반독재, 반부패를 기조로 삼고 재창간을 하게 된다. 당시는 좌우익의 갈등이 극에 다달았는데, 1947년 10월 좌익세력이 신문사에 난입하여, 강제로 붉은 기를 게양하고 논조를 바꾸라면서 협박하는 사건이 발생했다. 결국 1949년 3월 2일 경영난으로 무기 휴간했다가, 9월 1일 속간하게 된다. 이때 개천예술제의 전신인 영남예술제를 전폭적으로 후원하여 첫 행사를 진행하였다.

### 자유당 독재시절
1952년 한국전쟁 중에 임시 수도인 부산에서 이승만 대통령의 장기집권 기반을 위해 '발췌개헌안'을 통과시키자 이것을 비난하며, 이승만 대통령의 하야를 촉구하는 사설을 실었다. 이로 인해, 10일 후 밤 11시에 10여명의 무장괴한으로부터 테러를 당해 1주일간 신문을 휴간하였다.
자유당 정권의 압력으로 그 해 9월 문해술 사장이 주식을 사원에 무상 양도하고 퇴임했다. 이어 설창수 주필이 제6대 사장에 취임하고, 사원동인제를 채택하게 된다. 1954년 5월 31일 전쟁으로 불탄 사옥을 준공하고, 사세신장을 꾀하는 한편, 진주성에 골프장을 건설하려던 계획을 끈질긴 반대논지와 시민운동으로 무산시켰다.

### 박정희 군사정부
1960년 3.15 부정 선거가 시작되자, 개표도 시작하기 전에 호외를 발행하여, "민주주의에 장송의 종!"이라는 대서특별을 내었고, 1961년까지 거듭되는 혼미 속에 5월 16일 박정희 장군 주도로 군사 쿠데타가 일어나자 또 다시 "육해공, 해병 쿠데타"라는 호외를 통해 사실을 알렸다. 5월 20일 혁명정부를 비난한 기사에 검열을 가하자 말뚝 할자로 항거하였다. 1962년 박정희 군사정부의 압력이 심해지자, 1월 31일 설창수 사장이 퇴임하고, 2월 2일 최재호 사장이 취임했다. 그후도 잦은 경영진의 교체가 있었다.

### 전두환 군사정부
1979년 박정희 시해사건이 일어나고, 신군부가 정권을 탈취하면서, 1도 1사 언론통폐합 조치에 의해 경남일보는 또 다시 강제 폐간당하게 된다. 1980년 11월 13일 김윤양 사장은 이사회에서 폐간 사실을 밝히고, 11월 25일자 폐간호를 마지막으로 폐간되게 된다.

### 복간
1988년 12월 16일 폐간당시 사장이었던 김윤양(金閏陽) 박사는 경남일보 복간을 선언하고, 1989년 11월 25일 9년 만에 복간하게 된다. 김윤양 박사는 8월 17일 병세가 악화되어 복간을 보지 못하고 사망하게 되었고, 20대 사장에 김흥치 사장이 선임되었다.
현재 경남일보는 진주시 상평동에 본사를 두고 있으며, 복간 이후 진주성의 중건에 관련된 사실과 초기 진주소싸움 등의 안내에 대한 사초를 발굴하고, 전국민속 투우대회를 개최하고, 남인수가요제를 제정하는 등 문화적인 면에서 많은 기여를 하였다.

### 경영진 교체와 새로운 100년
김흥치 대표의 무능과 독선에 반발한 노조는 2010년 3월 30일부터 4월 13일까지 이사진 전원의 사퇴를 요구하며 10일간 신문을 발행하지 않았다. 김흥치 대표와 이사진은 전원 사퇴하였으며, 새 회장에는 하순봉, 사장에는 이연근 씨를 선임하였다.
이후 제호를 교체하고 진주종합경기장 준공 기념 공연, 프로축구 경기를 개최하였다.
2015년 1월 5일 제29대 대표이사에 이재근 전 산청군수가 취임했다.
2017년 1월 2일 제30대 대표이사 회장에 고영진 전 경상남도교육감이 취임했다.

## 통계
| 발행 부수(경남)               | 발행 부수(경남) | 발행 부수(경남) | 발행 부수(경남) | 발행 부수(경남) |
| 2010년                        | 2012년          | 2014년          | 2017년          | 비고            |
| ----------------------------- | --------------- | --------------- | --------------- | --------------- |
| 18,286                        | 20,342          | 18,569          | 20,435          |                 |
| 출처: 한국ABC협회, 미디어오늘 |                 |                 |                 |                 |

## 같이 보기
- 황현
- 장지연
- 경남일보 필화 사건